# Robert Bemer
Robert William Bemer (8 de fevereiro de 1920 - 22 de junho de 2004) foi um Cientista da computação norte-americano mais conhecido pelo seu trabalho na IBM entre os anos de 1950 a 1960.
Bemer foi um dos criadores do código ASCII e o primeiro cientista a alertar o mundo sobre o Bug do Milênio. O código é um dos responsáveis pela possibilidade de  "navegar" na web, mandar e-mails e jogar games, entre outras coisas. Foi criado 1961 para determinar como letras, números e outros caracteres são representados no computador. 
O cientista falou sobre o problema de se usar dois dígitos ao invés de quatro na representação dos anos em sistemas de informática pela primeira vez em 1971. Ele fez parte do grupo original que trabalhou para o governo americano na criação de padrões para a indústria dos computadores, nos anos 50. Segundo Bemer, "os burocratas do Pentágono" não quiseram aceitar que 1999 seria um código muito melhor que 99. 
Bemer continuou alertando sobre o problema até a sua aposentadoria, em 1982. Segundo o IDC, só os Estados Unidos gastaram 122 bilhões de dólares para corrigir o problema. Faleceu aos 84 anos em sua casa no Texas. 
Bemer trabalhou nas empresas Lockheed Aircraft, Marquardt Aircraft, Lockheed Missiles and Space, IBM e GE, entre outras. Segundo o Washington Post, ele se casou seis vezes com cinco mulheres diferentes e teve onze filhos e dois enteados.